# Edo Hildericus
Hilderich von Varel (1533-1599) (* Jever, 1533 † Altdorf, 12 de Maio de 1599) foi historiador, matemático, astrônomo, poeta, filólogo, teólogo evangelico, hebraísta e primeiro reitor da Universidade de Altdorf.

## Biografia
Hildericus veio de uma família nobre da Frísia e originalmente foi chamado de Varel. Depois de ter estudado em uma escola protestante de sua cidade natal, matriculou-se em 28 de Junho de 1555 na Universidade de Wittenberg, e em 27 de Fevereiro de 1556 adquiriu o grau acadêmico de Mestre em Filosofia e em 1 de Maio de 1559 entrou na Faculdade de Filosofia.  Entre os períodos 1559 e 1564, foi professor adjunto de filosofia da Universidade de Wittenberg e professor de Filosofia entre 1567 e 1573. Seus professores foram Philipp Melanchthon (teologia), Sebastian Theodoricus (1520-1574) e Caspar Peucer (matemática).
Entre 1564 e 1567, atuou como professor de matemática da Universidade de Jena. Em 1567, retorna para Wittenberg, onde se tornou decano da Faculdade de Filosofia. Em 1573, foi nomeado reitor do Ginásio da Cidade Velha em Magdeburgo, e de lá exerceu o cargo de Professor de Línguas Orientais e História da Universidade de Frankfurt (Oder) em 1575 e 1578. Em 1573 foi nomeado reitor da escola protestante de Magdeburgo. Em 8 de Setembro de 1576, na Academia de Frankfurt (oder), Hildericus defendeu uma série de proposições cosmográficas sobre as dimensões da esfera terrestre.
De 1578, os teólogos reformados da Universidade de Heidelberg foram expulsos, então ele passou como segundo professor de teologia e de língua hebraica nessa universidade de 1578 a 1580. Em menos de um ano recebeu seu diploma de doutorado. Em 1580, todos os professores foram obrigados assinar uma declaração da Ortodoxia Luterana, também conhecida como Fómula de Concórdia, porém ele se recusou. Em 3 de Junho de 1581 foi nomeado professor de teologia da Universidade de Altdorf, cargo que ocupou até sua morte. Nessa universidade, que tinha tendência calvinistas, não exigiu que seus professores assinassem a declaração que havia causado a sua expulsão. Em 1584 foi nomeado primeiro reitor dessa academia onde também lecionou língua hebraica. Em 14 de Março de 1592, casou com Suzanne Seidelmeier. No dia 9 de Dezembro de 1595, von Varel presidiu uma defesa pública onde o acusado era um aluno chamado Michael Piccartus da cidade de Nuremberg. O tema desta tese resultou na sua obra Theses de angelis, 1595. Hildericus também publicou a primeira tradução latina de uma obra em grego sobre astronomia escrita por Geminus de Rodes, 1590.

## Obras
(em ordem cronológica)
- Brieven van Edo Hildericus aan Sibrandus Lubbertus (ca. 1555-1625)
- Oratio de vita Demosthenis. Wittenberg 1562
- Elegia in Orationem Henrici Paulini Aemdani (Witteberg, 1563)
- Logistice Astronomica. Wittenberg, 1568
- Oratio de politia et hierarchia populi Iudaici. Wittenberg, 1570
- Albuminscriptie', 1570
- Propositiones Cosmographicae de Globi Terreni Dimensione. Frankfurt a. d. Oder 1576
- Carmen de Philippo Melanchthone. optime de scholis … merito 1580 (Basileia)
- Aeschinis et Demosthenis orationes duae contrariae (A. 1581)
- Propositiones de veritate et certitudine rel. Christ. Altdorf, 1582
- Propositiones de secundo et glorioso adventu filii Dei etc. (Altdorph. 1586)
- Propositiones de fine hominis, secundum sacram scripturam, 1587
- Geminius Elementa astronomiae. Altdorf 1590, Amsterdam 1703
- Gemini probatissimi philosophi et mathematici, elementa astronomiae graece et latine, interprete Edone Hilderico D.“ (Altorf 1590)
- Theses de rerum creatione (Altdorf, 1592)
- Theses de angelis (Altdorf,1595)